# Kuhina Nui

Bandeira oficial do Kuhina Nui

Kuhina Nui foi um cargo político do Reino do Havaí entre 1819 e 1864. Normalmente era exercido por algum parente do monarca havaiano e equivalente ao cargo de primeiro-ministro no Ocidente do século XIX. 

## Origem do cargo
Antes do estabelecimento do cargo de Kuhina Nui por Kamehameha I, o Grande, havia uma posição chamada Kālaimoku ("kālai" significa "esculpir" e "moku" sendo uma ilha). Este foi um antigo escritório desde o início da civilização havaiana. Durante este tempo antes do Kuhina Nui Kalanimoku , um chefe de confiança de Kamehameha, era o Kālaimoku até que Kamehameha estabeleceu o cargo de Kuhina Nui . Quando o rei Kamehameha II assumiu o trono em 1819, a esposa favorita de seu pai, a rainha Kaʻahumanu , disse a ele Kamehameha Idesejava que ela governasse o reino ao lado dele. Se esta foi realmente a vontade de Kamehameha I é uma questão de debate. Em ambos os casos, Kamehameha II não se opôs e o cargo de Kuhina Nui foi criado para Kaʻahumanu. De acordo com outras fontes, Kamehameha I queria que Kaʻahumanu sucedesse seu pai Keʻeaumoku Pāpaʻiahiahi como conselheiro-chefe.
Ka'ahumanu se tornou a força motriz por trás da política do reino durante o reinado de Kamehameha II. Ela e outra das esposas de Kamehameha I (e a mãe de Kamehameha II), Keōpūolani , pressionaram Kamehameha II a abolir o antigo sistema kapu de leis e religião. 

## Conflitos de reis e Kuhina Nui
Com a morte de Kamehameha II em 1824, seu irmão mais novo e herdeiro Kauikeaouli ainda era apenas uma criança. Por causa disso, Ka'ahumanu governou em seu lugar como regente. Após sua morte em 1832, uma rainha chamada Kīna'u , filha de Kamehameha I e da rainha viúva de Kamehameha II, assumiu o cargo de Kuhina Nui como Kaʻahumanu II e a regência até que seu meio-irmão Kauikeaouli declarou-se maior de idade em 1833 Depois disso, Kauikeaouli foi coroado Rei Kamehameha III e o cargo de Kuhina Nui tornou-se o segundo cargo mais poderoso do reino. 
Durante o mandato de Kīna'u, os cargos do rei e de Kuhina Nui freqüentemente lutaram pelo poder. Isso se deveu principalmente ao conflito entre as opiniões das duas pessoas que ocupavam o cargo. Enquanto Kamehameha III desejava um renascimento da antiga cultura havaiana, sua irmã mais velha Kīna'u queria que o Havaí fosse um estado protestante que não tolerava nenhuma outra religião. Durante os primeiros anos do reinado de Kamehameha III, o reino sofreu com as brigas freqüentes entre Kīna'u e o rei.

## Constituição de 1840
A Constituição de 1840 do Reino do Havaí codificou o cargo de Kuhina Nui em lei. A constituição especificava os seguintes deveres e poderes:
- O Kuhina Nui seria nomeado pelo rei.
- Todos os negócios relacionados com os interesses especiais do reino que o rei desejasse transacionar deveriam ser feitos por Kuhina Nui sob a autoridade do rei.
- Todos os documentos e negócios do reino executados pelo Kuhina Nui deveriam ser considerados executados pela autoridade do rei.
- Todas as propriedades do governo deveriam ser informadas ao Kuhina Nui.
- O rei não tinha permissão para agir sem o conhecimento do Kuhina Nui, nem o Kuhina Nui tinha permissão para agir sem o conhecimento do rei.
- Todos os negócios importantes do reino que o rei decidisse tratar pessoalmente, ele só poderia fazer com a aprovação do Kuhina Nui.

A Constituição de 1840 criou um certo grau de divisão do poder entre o rei e Kuhina Nui. Ambos receberam assentos na Câmara dos Nobres na legislatura e ambos também ocuparam assentos no judiciário do reino.
A posição foi escrita em uma constituição elaborada por advogados e missionários americanos. Nos Estados Unidos, as mulheres não ocupavam cargos políticos, não tinham direito ao sufrágio e, em alguns estados, nem mesmo podiam controlar suas propriedades herdadas. Ainda assim, os americanos William Richards , John Ricord e William Little Lee acreditavam que era apropriado reforçar o poder e a autoridade dos Kuhina Nui como um equivalente ao rei, apesar do fato de ter se tornado um cargo feminino tradicional.

## Constituição de 1852
A Constituição de 1852 do Reino do Havaí dedicou uma seção completa (Seção 2) ao cargo de Kuhina Nui. Os artigos 43 a 48 descrevem o escritório:
- O Kuhina Nui recebeu o título de "Kuhina Nui das Ilhas Havaianas" e o estilo de "Alteza".
- Todos os negócios relacionados com os interesses especiais do reino, que o rei desejasse transacionar, deveriam ser feitos por Kuhina Nui sob a autoridade do rei
- Todos os documentos e negócios do reino executados pelo Kuhina Nui deviam ser considerados executados pela autoridade do rei.
- Todos os negócios importantes do reino que o rei decidisse tratar pessoalmente, ele só poderia fazer com a aprovação do Kuhina Nui.
- O Kuhina Nui deveria atuar como regente na ausência do rei, ou se o rei fosse muito jovem para governar por conta própria. Além disso, caso a coroa ficasse vaga, o Kuhina Nui atuaria como monarca até que um novo rei fosse escolhido.

## Fim do Cargo
O esquema de compartilhamento de poder estabelecido por Kamehameha III em 1852 parecia funcionar e permaneceu em vigor durante o resto do reinado de Kamehameha III e durante todo o reinado de Kamehameha IV . Kamehameha IV e seu irmão desprezaram a posição, mas Kamehameha IV atribuiu o papel a sua irmã, Victoria Kamamalu. Na maioria das vezes, ela apenas assinava e aprovava papéis de acordo com os desejos de seus irmãos. Quando Kamehameha V assumiu o trono em 1863, no entanto, o novo rei deixou claro que favorecia uma monarquia mais autocrática em relação à constitucional estabelecida em 1852. Em 1864, o rei emitiu uma nova constituição que era muito menos liberal do que a Constituição de 1852. A Constituição Havaiana de 1864 do Reino do Havaí aboliu o cargo de Kuhina Nui e efetivamente incorporou os poderes em seu próprio cargo de rei. O escritório nunca foi revivido depois disso, com a monarquia havaiana durando apenas cerca de mais três décadas antes de ser derrubada. O término do cargo não destruiu a oportunidade de liderança feminina no reino. Um cargo de Primeiro Ministro foi criado durante o reinado do Rei Kalākaua para Walter M. Gibson.

## Lista de Kuhina Nui
| Retrato | Nome              | Mandato                                        | Monarca                          |
| ------- | ----------------- | ---------------------------------------------- | -------------------------------- |
|         | Kaahamanu I       | 20 de maio de 1819 - 5 de junho de 1832        | - Kamehameha II - Kamehameha III |
|         | Kaahamanu II      | 5 de junho de 1832 - 4 de abril de 1839        | - Kamehameha III                 |
|         | Kaahamanu III     | 5 de abril de 1839 - 7 de junho de 1845        | - Kamehameha III                 |
|         | Keoni Ana         | 10 de junho de 1845 - 16 de janeiro de 1855    | - Kamehameha III - Kamehameha IV |
|         | Kaahamanu IV      | 16 de janeiro de 1855 - 21 de dezembro de 1863 | - Kamehameha IV - Kamehameha V   |
|         | Mataio Kekūanaō'a | 21 de dezembro de 1863 - 24 de agosto de 1864  | - Kamehameha V                   |